# Upset Face
Upset Face, född 12 maj 2016 i Vomb i Skåne län, är en svensk varmblodig travhäst. Han tränas och körs av Adrian Kolgjini. Han är uppfödd av Lutfi Kolgjini.
Upset Face började tävla i januari 2019 och inledde karriären med fem raka segrar. Han har till juli 2021 sprungit in 2,4 miljoner kronor på 30 starter varav 9 segrar, 3 andraplatser och 3 tredjeplatser. Han har tagit karriärens hittills största seger i Prix Indienne (2021). Han kom även på tredjeplats i Lyon Grand Prix (2021) samt på fjärdeplats i Svenskt Trav-Kriterium (2020).
Upset Face är halvbror med Mosaique Face (båda är efter stoet Iona L.B.) och son till Joke Face.

## Statistik
| Statistik för Upset Face (Ref.) | Statistik för Upset Face (Ref.) | Statistik för Upset Face (Ref.) | Statistik för Upset Face (Ref.) | Statistik för Upset Face (Ref.) | Statistik för Upset Face (Ref.) |
| ------------------------------- | ------------------------------- | ------------------------------- | ------------------------------- | ------------------------------- | ------------------------------- |
| Starter                         | Placeringar                     | Startprissumma                  | Segerprocent                    | Platsprocent                    | Rekord                          |
| 30                              | 9-3-3                           | 2 445 474 kr                    | 30 %                            | 50 %                            | 10,1ak, 10,2aak, 11,8am, 13,1al |